# Friedrich von Wallenrode
Friedrich von Wallenrode (... – Grunwald, 15 luglio 1410) fu un cavaliere dell'ordine teutonico divenuto, nel corso della sua carriera militare, komtur e maresciallo supremo.

## Biografia
Friedrich von Wallenrode proveniva dalla nobile famiglia della Franconia dei Wallenrode ed era fratello del Gran maestro dell'Ordine teutonico Konrad von Wallenrode, mentre il vescovo Johannes von Wallenrode, attivo nell'arcidiocesi di Riga, era suo nipote.
Konrad von Wallenrode riformò la commanderia di Ryn, nell'odierna Polonia settentrionale, nel 1393, e Friedrich von Wallenrode assunse il ruolo di primo comandante (komtur). Dal 1396 fu invece trasferito sempre come comandante di Brodnica (in tedesco Strasburgo). Nel 1404 venne nominato comandante di Gniew (Mewe) e, nel 1407, dal nuovo Hochmeister Ulrich von Jungingen come maresciallo supremo e comandante dell'importante città di Königsberg, ai tempi non ancora capitale dello Stato monastico.
Durante la campagna dell'estate del 1410, il maresciallo dell'ordine comandò l'avanguardia dell'esercito crociato nell'avanzata verso Działdowo (Soldau) e Kauernick. Nella battaglia di Grunwald diresse l'ala sinistra dell'esercito teutonico e dal suo lato cominciarono i combattimenti con il contrattacco, inizialmente riuscito, contro i lituani che obbedivano agli ordini di Vitoldo. Le unità sotto il suo comando si dispersero mentre inseguivano il nemico che fingeva di ritirarsi.
Non è stato possibile intuire se il maresciallo dell'ordine abbia consapevolmente commesso questo errore tattico o se si sia verificata un'insubordinazione: qualunque sia la verità, cadde nel corso degli scontri il 15 luglio 1410.